# Carlos del Ser
Carlos del Ser (Valladolid, 2003) es un deportista español que compite en gimnasia en la modalidad de trampolín doble mini.
Ganó tres medallas en el Campeonato Mundial de Gimnasia en Trampolín entre los años 2021 y 2023, y una medalla de oro en el Campeonato Europeo de Gimnasia en Trampolín de 2022.

## Palmarés internacional
| Campeonato Mundial | Campeonato Mundial       | Campeonato Mundial | Campeonato Mundial |
| Año                | Lugar                    | Medalla            | Prueba             |
| ------------------ | ------------------------ | ------------------ | ------------------ |
| 2021               | Bakú (Azerbaiyán)        | Medalla de bronce  | Equipo             |
| 2022               | Sofía (Bulgaria)         | Medalla de oro     | Equipo             |
| 2023               | Birmingham (Reino Unido) | Medalla de plata   | Equipo             |
| Campeonato Europeo |                          |                    |                    |
| Año                | Lugar                    | Medalla            | Prueba             |
| 2022               | Rímini (Italia)          | Medalla de oro     | Equipo             |